# Keniaanse hockeyploeg (mannen)
De Keniaanse hockeyploeg voor mannen is de nationale ploeg die Kenia vertegenwoordigt tijdens interlands in het hockey. Het team plaatste zich al 7 keer voor de Olympische Spelen. Een zesde plaats op Olympische Spelen van Tokio in 1964 was hun beste resultaat. Op de Olympische Spelen van Montréal in 1976 waren 12 herenteams geplaatst voor dit toernooi, maar Kenia trok zich op het laatste moment terug waardoor er 11 teams deelnamen.
Ze namen ook meermaals deel aan het Afrikaans Kampioenschap waar ze viermaal op de tweede plaats eindigden.

## Erelijst Keniaanse hockeyploeg
| Jaar | Champions Trophy | Afrikaans kampioenschap | Olympische Spelen      | Wereldkampioenschap    | Hockey World League Hockey Pro League |
| ---- | ---------------- | ----------------------- | ---------------------- | ---------------------- | ------------------------------------- |
| 1908 |                  |                         | geen deelname          |                        |                                       |
| 1920 |                  |                         | geen deelname          |                        |                                       |
| 1928 |                  |                         | geen deelname          |                        |                                       |
| 1932 |                  |                         | geen deelname          |                        |                                       |
| 1936 |                  |                         | geen deelname          |                        |                                       |
| 1948 |                  |                         | geen deelname          |                        |                                       |
| 1952 |                  |                         | geen deelname          |                        |                                       |
| 1956 |                  |                         | 10e OS 1956 Melbourne  |                        |                                       |
| 1960 |                  |                         | 8e OS 1960 Rome        |                        |                                       |
| 1964 |                  |                         | 6e OS 1964 Tokio       |                        |                                       |
| 1968 |                  |                         | 8e OS 1968 Mexico-Stad |                        |                                       |
| 1970 |                  |                         |                        |                        |                                       |
| 1971 |                  |                         |                        | 4e WK 1971 Barcelona   |                                       |
| 1972 |                  |                         | 13e OS 1972 München    |                        |                                       |
| 1973 |                  |                         |                        | 12e WK 1973 Amstelveen |                                       |
| 1974 |                  | AF 1974 Caïro           |                        |                        |                                       |
| 1975 |                  |                         |                        | geen deelname          |                                       |
| 1976 |                  |                         | geen deelname          |                        |                                       |
| 1978 | geen deelname    |                         |                        | geen deelname          |                                       |
| 1980 | geen deelname    |                         | geen deelname          |                        |                                       |
| 1981 | geen deelname    |                         |                        |                        |                                       |
| 1982 | geen deelname    |                         |                        | geen deelname          |                                       |
| 1983 | geen deelname    | AF 1983 Caïro           |                        |                        |                                       |
| 1984 | geen deelname    |                         | 9e OS 1984 Los Angeles |                        |                                       |
| 1985 | geen deelname    |                         |                        |                        |                                       |
| 1986 | geen deelname    |                         |                        | geen deelname          |                                       |
| 1987 | geen deelname    |                         |                        |                        |                                       |
| 1988 | geen deelname    |                         | 12e OS 1988 Seoel      |                        |                                       |
| 1989 | geen deelname    | AF 1989 Blantyre        |                        |                        |                                       |
| 1990 | geen deelname    |                         |                        | geen deelname          |                                       |
| 1991 | geen deelname    |                         |                        |                        |                                       |
| 1992 | geen deelname    |                         | geen deelname          |                        |                                       |
| 1993 | geen deelname    | AF 1993 Nairobi         |                        |                        |                                       |
| 1994 | geen deelname    |                         |                        | geen deelname          |                                       |
| 1995 | geen deelname    |                         |                        |                        |                                       |
| 1996 | geen deelname    | AF 1996 Pretoria        | geen deelname          |                        |                                       |
| 1997 | geen deelname    |                         |                        |                        |                                       |
| 1998 | geen deelname    |                         |                        | geen deelname          |                                       |
| 1999 | geen deelname    |                         |                        |                        |                                       |
| 2000 | geen deelname    | geen deelname           | geen deelname          |                        |                                       |
| 2001 | geen deelname    |                         |                        |                        |                                       |
| 2002 | geen deelname    |                         |                        | geen deelname          |                                       |
| 2003 | geen deelname    |                         |                        |                        |                                       |
| 2004 | geen deelname    |                         | geen deelname          |                        |                                       |
| 2005 | geen deelname    | geen deelname           |                        |                        |                                       |
| 2006 | geen deelname    |                         |                        | geen deelname          |                                       |
| 2007 | geen deelname    |                         |                        |                        |                                       |
| 2008 | geen deelname    |                         | geen deelname          |                        |                                       |
| 2009 | geen deelname    | geen deelname           |                        |                        |                                       |
| 2010 | geen deelname    |                         |                        | geen deelname          |                                       |
| 2011 | geen deelname    |                         |                        |                        |                                       |
| 2012 | geen deelname    |                         | geen deelname          |                        |                                       |
| 2013 |                  | geen deelname           |                        |                        | geen deelname                         |
| 2014 | geen deelname    |                         |                        | geen deelname          |                                       |
| 2015 |                  |                         |                        |                        | eerste ronde HWL 2014-15              |
| 2016 | geen deelname    |                         | geen deelname          |                        |                                       |
| 2017 |                  | 4e AF 2017 Ismaïlia     |                        |                        | eerste ronde HWL 2016-17              |
| 2018 | geen deelname    |                         |                        | geen deelname          |                                       |
| 2019 |                  |                         |                        |                        | geen deelname                         |
| 2021 |                  |                         | geen deelname          |                        | geen deelname                         |
| 2022 |                  | 4e AF 2022 Accra        |                        |                        | geen deelname                         |
| 2023 |                  |                         |                        | geen deelname          | geen deelname                         |
| 2024 |                  |                         | geen deelname          |                        | geen deelname                         |